# ماتسوبوشی، سایتاما
ماتسوبوشی، سایتاما (به لاتین: Matsubushi, Saitama) یک منطقهٔ مسکونی در ژاپن است که در استان سایتاما واقع شده‌است. ماتسوبوشی ۱۶٫۲۰ کیلومترمربع مساحت و ۲۹۹٬۳۴۶ نفر جمعیت دارد.